# Геррон-Айленд (Вашингтон)
Геррон-Айленд (англ. Herron Island) — острів та переписна місцевість (CDP) в США, в окрузі Пірс штату Вашингтон. Населення — 150 осіб (2020).

## Географія
Геррон-Айленд розташований за координатами 47°15′53″ пн. ш. 122°50′5″ зх. д. / 47.26472° пн. ш. 122.83472° зх. д. (47.264720, -122.834853).  За даними Бюро перепису населення США в 2010 році переписна місцевість мала площу 1,23 км², уся площа — суходіл.

## Демографія
Згідно з переписом 2010 року, у переписній місцевості мешкала 151 особа в 87 домогосподарствах у складі 47 родин. Густота населення становила 123 особи/км².  Було 349 помешкань (283/км²).
Расовий склад населення:
| - 94,0 % — білих - 2,0 % — азіатів - 1,3 % — корінних американців |

До двох чи більше рас належало 2,6 %. Частка іспаномовних становила 2,0 % від усіх жителів.
За віковим діапазоном населення розподілялося таким чином: 4,6 % — особи молодші 18 років, 58,3 % — особи у віці 18—64 років, 37,1 % — особи у віці 65 років та старші. Медіана віку мешканця становила 60,8 року. На 100 осіб жіночої статі у переписній місцевості припадало 86,4 чоловіків;  на 100 жінок у віці від 18 років та старших — 94,6 чоловіків також старших 18 років.
Цивільне працевлаштоване населення становило 0 осіб. 